# Conisania suavis
Conisania suavis är en fjärilsart som beskrevs av Otto Staudinger 1892. Conisania suavis ingår i släktet Conisania och familjen nattflyn. Inga underarter finns listade i Catalogue of Life.